# جاي روزين (صحفي)
جاي روزين (بالإنجليزية: Jay Rosen) هو صحفي أمريكي، ولد في 5 مايو 1956 في بوفالو في الولايات المتحدة.